# Девня (община)
Девня (болг. Община Девня) — община у Болгарії. Входить до складу Варненської області. Населення становить 10 010 осіб (станом на 1 лютого 2011 р.). Адміністративний центр громади — однойменне місто.